# بطولة ويمبلدون 1894
قائمة ببطولات ويمبلدون لسنة 1894:

## فردي رجال
جوشوا بيم هزم  ويلفرد باديلي. النتيجة: 10-8 6-2 8-6

## فردي سيدات
بلنشي بيجالي هزمت  إديث أوستين. النتيجة: 6-1, 6-1